# Bunker Hill (Oregon)
Bunker Hill és una concentració de població designada pel cens dels Estats Units a l'estat d'Oregon. Segons el cens del 2000 tenia 1.462 habitants.

## Demografia
Segons el cens del 2000, Bunker Hill tenia 1.462 habitants, 586 habitatges, i 383 famílies. La densitat de població era de 381,4 habitants per km².
Dels 586 habitatges en un 28,5% hi vivien nens de menys de 18 anys, en un 47,3% hi vivien parelles casades, en un 13,7% dones solteres, i en un 34,6% no eren unitats familiars. En el 25,6% dels habitatges hi vivien persones soles el 10,8% de les quals corresponia a persones de 65 anys o més que vivien soles. El nombre mitjà de persones vivint en cada habitatge era de 2,49 i el nombre mitjà de persones que vivien en cada família era de 2,97.
Per edats la població es repartia de la següent manera: un 24,8% tenia menys de 18 anys, un 8,4% entre 18 i 24, un 28,6% entre 25 i 44, un 22,2% de 45 a 60 i un 15,9% 65 anys o més.
L'edat mediana era de 38 anys. Per cada 100 dones de 18 o més anys hi havia 90,1 homes.
La renda mediana per habitatge era de 24.556 $ i la renda mediana per família de 28.600 $. Els homes tenien una renda mediana de 28.750 $ mentre que les dones 18.750 $. La renda per capita de la població era de 10.570 $. Aproximadament el 23% de les famílies i el 25,6% de la població estaven per davall del llindar de pobresa.

## Poblacions properes
El següent diagrama mostra les poblacions més properes.